# Anne Dessau
Anne Dessau, eigentlich Anneliese Marie Müller-Lankow, geborene Chmielecki, (* 9. Februar 1934 in Dessau) ist eine deutsche Schauspielerin und Autorin.

## Schauspieltätigkeit
Sie  lernte zunächst Buchhändlerin, besuchte danach die Staatliche Schauspielschule Berlin, heute Hochschule für Schauspielkunst „Ernst Busch“ Berlin. Mehrere Jahre spielte sie dann Theater in Quedlinburg; später in Potsdam am Hans Otto Theater. Die letzten Jahre als Schauspielerin war sie am Deutschen Theater Berlin engagiert und arbeitete unter der Regie von Wolfgang Langhoff, Wolfgang Heinz und Benno Besson. Sporadisch arbeitete Dessau noch als Schauspielerin für die DEFA und den DFF Berlin. Im Fernsehen war sie kurzfristig Ansagerin einer sonntäglichen Standardsendung.

## Autorentätigkeit
Parallel dazu studierte sie bei Jean Villain in einem zweijährigen Kurs „Literarische Reportage“ gemeinsam mit Klaus Schlesinger und Landolf Scherzer. Danach veröffentlichte sie in der „Neue Berliner Illustrierte“ (NBI) und „Die Weltbühne“ vorwiegend Porträts zeitgenössischer Personen wie Otto Hahn, Lise Meitner, Ernst Busch und Helene Weigel. Es folgten Reportagen, Hörspiele, Fernsehspiele und -filme, zu denen sie die Drehbücher schrieb.
Im Forum Verlag Leipzig erschien 1992 die Prosa "Weisheit des Sommers". Im S. Fischer Verlag, Frankfurt/M. erschienen seit 1990 Prosaarbeiten:
- "Abschied von Buddenhagen",
- "Spurensuche",
- "Anna tanzt",
- "Engel mit einem Flügel";
- Erzählungen in Anthologien.

Bei BoD erschien 2007 „Verdammt, Du bist mein Vater!“.
Seit dem 1. Heft 1998 „Ossietzky“, Nachfolgerin von „Die Weltbühne“, schreibt Anne Dessau Feuilletons über Theateraufführungen in Berlin.
Sie  erarbeitete für „Telelux-Film“, Dresden und für „Frames“, Wien Drehbücher für Spielfilme.
Für den DFF Berlin entwickelte sie die Serie „Zur See“ und für das ZDF die Serie „Frauenarzt Dr. Markus Merthin“; für den ORB Mitarbeit an den „Heimatgeschichten“.
Literarische Beiträge entstanden im Auftrag der Bundeszentrale für Politische Bildung, Bonn und für das Jahrbuch „Argonautenschiff“ der Anna-Seghers-Gesellschaft Berlin und Mainz (erschienen im Aufbau Verlag). Intensive Auslandsreisen führten Anne Dessau nach Kanada, Amerika, Indien, Mittelasien und quer durch Europa. Das Erlebte verarbeitete sie in Features und Reportagen für Rundfunk und Printmedien.
1960 heiratete sie den Schauspieler Helmut Müller-Lankow. Sie hat eine Tochter und lebt seit mehr als 50 Jahren in Berlin.

## Filmografie
- 1966: Pitaval des Kaiserreiches: Der Prozeß gegen die Gräfin Kwilecki (Fernsehreihe)
- 1972: Polizeiruf 110: Verbrannte Spur (Fernsehreihe)
- 1972: Polizeiruf 110: Blütenstaub
- 1973: Polizeiruf 110: Freitag gegen Mitternacht
- 1980: Ungewöhnliche Entscheidung (Fernsehfilm)
- 1980: Unser Mann ist König (Fernsehserie, 3 Episoden)
- 1987: Polizeiruf 110: Im Kreis
- 1988: Zahn um Zahn (Fernsehserie, 1 Episode)
- 1990: Selbstversuch
- 2011: Polizeiruf 110: Im Alter von …

## Auszeichnungen
- Anne Dessau erhielt Filmförderungen des Bundesinnenministers und des „European Script Fund“, London.
- 1999 wurde sie für ein Alfred-Döblin-Stipendium der Akademie der Künste ausgewählt.
- 2001 folgte ein längeres Aufenthaltsstipendium im Brecht-Haus Svendborg, Dänemark.